# 전파전신
전파전신(電波電信)은 런던의 그레이트 포틀랜드 거리에서 데이비드 허그스에 의해 500야드 넘게 처음으로 전파되었다.
1906년 12월 첫 대중 전파방송이 미국 매사추세츠 브란트 록에서 페선던 교수에 의해 처음으로 시도되었다. 1901년 12월 모스 부호가 이탈리아의 거글리엘모 마르코니에 의해 콘월의 폴드후에서 뉴파운드랜드의 성요한 성당으로 보내졌다.